# 가로목거북과
가로목거북과(Pelomedusidae)는 거북목 곡경아목에 속하는 파충류 과이다. 예멘에서도 발견되는 늪가로목거북을 포함하여 사하라 이남 아프리카에 사는 민물 거북이다. 거북 등껍질 길이는 약 12~45 cm 정도로 일반적 둥근 편이다. 목과 머리를 옆으로 구부려 넣는다.

## 하위 분류
- 늪가로목거북속 (Pelomedusa) Wagler, 1830
- 펠루시오스속 (Pelusios) Wagler, 1830
- † Posadachelys Aguillón, 2014